# 城巴A11線
城巴A11線是香港機場巴士路線，來往北角碼頭及機場，駛經港島北岸核心商業區包括銅鑼灣、中環。
城巴NA11線是A11線的通宵版本，但總站是設在港珠澳大橋香港口岸，繞經機場客運大樓，並與NA29線列為全香港現時收費第二貴的通宵路線及專營巴士線，其次是A10。

## 簡介及歷史
A11線於1998年7月6日起隨新機場啟用而開辦。本線最初只來往銅鑼灣（摩頓台）和機場之間，同年12月20日遷往天后地鐵站，但由於中環德輔道中及皇后大道中一帶經常交通擠塞，令行車時間加長，令乘客改乘昂貴但更快捷的機場快綫前往機場，引致乘客不斷流失。
因此城巴在2001年4月2日重組A11及A12線，本路線由天后地鐵站延長至北角碼頭，填補A12在北角的服務，A12線往機場方向改為直往中環，不停金鐘，往港島方向則改行干諾道中，希望提升乘客量。
為配合昂船洲大橋於2009年12月20日通車，本路線由2010年1月31日起，來回程改經昂船洲大橋及南灣隧道，不經長青公路、長青隧道及青葵公路，成為首批行經昂船洲大橋的專利巴士路線之一；不過現時車長會因應封路措施（例如青嶼幹線往青衣方向上層封閉、限制整體高度超過1.6米的車輛使用昂船洲大橋等）取道長青公路、長青隧道及青葵公路往來機場。
由2012年12月19日起，原於A10線及A29線提供的網上版「城巴機場快線抵站時間查詢服務」，擴展至所有城巴機場快線（包括本路線），方便乘客查詢巴士預計到達時間，該服務可兼容智能手機或平板電腦等裝置。
2016年7月16日，新增路線NA11，行車路線與A11線相同，惟往機場方向加停琴行街分站，方便在機場工作的香港島居民。
2018年10月24日：A11線來回繞經港珠澳大橋香港口岸，並與 A10、A12、A20、A26 及 A29P 號線增設八達通轉乘優惠；NA11線總站延長至港珠澳大橋香港口岸，往北角碼頭方向班次增至兩班，開出時間分別為00:40及01:00。
2018年11月27日：A11線往北角碼頭方向，過港珠澳大橋香港口岸後，改經順朗路往北大嶼山公路。
2019年7月20日至12月31日：A11T開辦。原訂服務至9月1日，但到期前再獲延至12月31日。
2019年11月29日：取消「機場（2號客運大樓）」巴士站
2020年12月14日，受2019冠狀病毒病疫情影響，A11大幅削減至50-60分鐘一班，提早北角尾班車至21:50，NA11往北角減至1班。
2021年1月11日，NA11由北角碼頭開出暫停服務。
2022年1月19日，受新型冠狀病毒疫情影響，由北角碼頭開出的尾班車提早至20:50。
2022年3月14日，受新型冠狀病毒疫情影響，NA11線暫停服務直至另行通知。
2022年9月26日，因應政府放寬入境檢疫要求，本線恢復全日服務。

## 服務時間（詳細班次)
A11
| 北角碼頭開       | 北角碼頭開          | 北角碼頭開          | 機場（地面運輸中心）開 | 機場（地面運輸中心）開 | 機場（地面運輸中心）開 |
| 日期             | 服務時間            | 班次（分鐘）        | 日期                   | 服務時間               | 班次（分鐘）           |
| ---------------- | ------------------- | ------------------- | ---------------------- | ---------------------- | ---------------------- |
| 星期一至五       | 05:10-16:50         | 20                  | 星期一至五             | 05:35-07:35            | 60                     |
| 星期一至五       | 16:50-20:50         | 30                  | 星期一至五             | 08:10                  | 08:10                  |
| 星期一至五       | 21:30、22:30、23:30 | 21:30、22:30、23:30 | 星期一至五             | 08:40-11:10            | 30                     |
|                  |                     |                     | 星期一至五             | 11:10-23:30            | 15-20                  |
| 23:30-00:30      | 30                  |                     | 星期一至五             |                        |                        |
| 星期六           | 05:10-18:50         | 15-20               | 星期六                 | 05:35-07:35            | 60                     |
| 星期六           | 18:50-20:50         | 30                  | 星期六                 | 08:10                  | 08:10                  |
| 星期六           | 21:30、22:30、23:30 | 21:30、22:30、23:30 | 星期六                 | 08:40-11:10            | 30                     |
|                  |                     |                     | 星期六                 | 11:10-23:30            | 15-20                  |
| 23:30-00:30      | 30                  |                     | 星期六                 |                        |                        |
| 星期日及公眾假期 | 05:10-20:50         | 15-20               | 星期日及公眾假期       | 05:35-07:35            | 60                     |
| 星期日及公眾假期 | 21:30、22:30、23:30 | 21:30、22:30、23:30 | 星期日及公眾假期       | 08:10                  | 08:10                  |
|                  |                     |                     | 星期日及公眾假期       | 08:40-10:10            | 30                     |
| 10:10-00:00      | 15-20               |                     | 星期日及公眾假期       |                        |                        |
| 00:30            |                     |                     | 星期日及公眾假期       |                        |                        |

NA11
- 港珠澳大橋香港口岸開：00:40、01:00
- 北角碼頭開：04:50

## 收費
| 路線 | 全程收費 | 分段收費 |
| ---- | -------- | --- |
| A11  | $41.9    | - 西區海底隧道巴士轉乘站往機場（地面運輸中心）：$34.6 - 青嶼幹線巴士轉乘站往機場（地面運輸中心）：$17.8 - 青嶼幹線巴士轉乘站往北角碼頭：$35.6 - 西區海底隧道巴士轉乘站往北角碼頭：$19.9 - 過西區海底隧道後往北角碼頭：$6.8 |
| NA11 | $54.4    | - 青嶼幹線巴士轉乘站往港珠澳大橋香港口岸：$41.9 - 過西區海底隧道後往北角碼頭：$20.9 |

| - 本線設有12歲以下小童及65歲或以上長者半價優惠。 - 本線不設長者及殘疾人士每程$2.0的票價優惠；12至64歲殘疾人士如使用「殘疾人士身份」個人八達通，以及60至64歲香港居民使用「樂悠咭」繳付車資，會以全費計算。 - 乘客可以現金或八達通於上車時付款，不設找續。 - 每位成人乘客可免費攜帶最多兩名4歲以下而不佔座位的兒童乘客乘車，超額之4歲以下小童必須繳付小童車費乘車。 - 九龍巴士、城巴及龍運巴士全職員工及家屬（不包括外判職員）可免費乘搭本路線，惟必須拍職員或職員家屬八達通。 - 乘客亦可使用AlipayHK「易乘碼」、支付寶、 WeChatHK／微信支付「搭車碼」、銀聯雲閃付「乘車碼」及BOC Pay「乘車碼」、具有感應式支付功能的VISA、Mastercard及銀聯卡，以及Apple Pay、Google Pay及Samsung Pay流動支付平台繳付車資。使用此支付方式的乘客可享有中途下車之分段收費，以及與其他城巴獨營路線或聯營線城巴班次之轉乘優惠，惟不適用於與非城巴路線之轉乘優惠。使用此支付方式的乘客亦不能享有「公共交通費用補貼計劃」。 |

### 預售來回車票
本線另設有來回車票$70（成人）／$35（小童及長者），適用於兩程A10/A11/A12/A17/A26/A28/A29來往機場車程，有效期為3個月，車票不適用於NA11線。
乘客登車時需將指定方向的車票投入車上錢箱內。乘客可在城巴顧客服務中心、中環新渡輪碼頭或指定旅行社購買預售來回車票。

### 八達通即日來回優惠
凡使用八達通卡乘搭城巴機場快線，即日來回機場（或青嶼幹線巴士轉乘站）及市區的乘客，可獲回程半價優惠。乘客必須在同一服務日內（即頭班車至尾班車的服務時間內），以同一張八達通卡繳付去程及回程車資，方可享有回程半價優惠。回程優惠適用於任何一條城巴機場快線（優惠不適用於NA11線）。

### 機場員工乘車優惠計劃
持「機場員工個人八達通卡」的合資格機場員工，可以用優惠價$28.2乘搭A11線，或$39.6乘搭NA11線。有關乘客需在登車時向車長出示「機場員工個人八達通卡」，並以該卡繳付車費。

### 巴士轉乘計劃
乘客登上本線後指定時間內以同一張八達通卡轉乘以下路線，或從以下路線登車後指定時間內以同一張八達通卡轉乘本線，次程可獲車資折扣優惠（優惠不適用於NA11線）：
A11←→720/720P、722，次程可獲$1.5折扣優惠
- A11往北角 → 722往耀東邨
- 720/720P或722往中環 → A11往機場

A11←→780、788，次程可獲$1.2折扣優惠
- A11往北角 → 780往柴灣或788往小西灣
- 780或788往中環 → A11往機場

A11←→跑馬地／寶馬山路線
- A11往北角 → 1往跑馬地、11往渣甸山、25A或27往寶馬山，次程車資全免
- 1/11/511往中環、25A往會展站或27往北角 → A11往機場，回贈首程車資

A11←→半山區路線
- A11往北角 → 12、12A或12M往半山區，次程車資全免
- 12、12A或12M往中環／金鐘 → A11往機場，回贈首程車資

A11←→15，次程可獲$5.4折扣優惠
- A11往北角 → 15往山頂
- 15往中環 → A11往機場

A11←→南區路線
- A11往北角 → 6/6A/6X、260往赤柱、37A、37B/37X往置富、70往華貴、70P往石排灣、75往深灣、90往鴨脷洲邨、90B往海怡半島或97往利東邨，次程車資全免
- 6/6X、260、37A、37B/37X、40M、70/70P、75、90、90B或97往中環／金鐘 → A11往機場，回贈首程車資

A11←→城巴機場及北大嶼山路線
- A11往機場 → E11/E11A、E21、E21A、E22/E22P/E22X、E22A、E22S或E23/E23A往東涌市中心／逸東／機場博覽館，次程車資全免，於青嶼幹線巴士轉乘站（E21A, E22S, E23/E23A）或機場(其他E線)轉乘
- E11/E11A往天后站 → A11往北角，次程可獲$21折扣優惠，於機場轉乘
- E21往大角咀 → A11往北角，次程可獲$14折扣優惠，於機場轉乘
- E22/E22P/E22X往藍田／油塘 → A11往北角，次程可獲$18折扣優惠，於機場轉乘
- E22A/E22S往將軍澳 → A11往北角，次程可獲$24折扣優惠，於機場轉乘
- A11往北角 → A20、E11/E11A、E21、E21A/E21X、E22或E23/E23A往港島／九龍，次程車資全免
- A11往北角 → A26、E22P/E22X或E22A/E22C/E22S往油塘／將軍澳，次程優惠車資為$2
- E11/E11A、E21、E21A/E21X、E22/E22P/E22X、E22A/E22S或E23/E23A往港島／九龍 → A11往北角，只需補付本線全程車費與首程車費之差額

A11←→R8
- A11任何方向 → R8往迪士尼，次程車資全免
- R8往青嶼幹線巴士轉乘站 → A11往北角，次程可獲$7折扣優惠
- R8往青嶼幹線巴士轉乘站 → A11往機場，次程可獲$1折扣優惠

## 使用車輛
A11線開辦至今均採用行走城巴機場快線的客車版Dennis Trident（2100-2161），隨著該批巴士年事已高，已達超過15年車齡，城巴於2012年訂購66輛新一代亞歷山大丹尼士Enviro 500（命名為Enviro 500 MMC）12米客車版低地台雙層空調巴士（8000-8065）以替代客車版Dennis Trident及臨時改裝為機場版本的亞歷山大丹尼士Enviro 500客車版（8203-8207）。首4輛同款巴士已於2013年3月出牌，其中兩輛於2013年3月29日於本線首航。2016年12月，12.8米客車版Enviro 500MMC（68xx）投入本線運營。

## 行車路線
北角碼頭開經：琴行街、英皇道、高士威道、銅鑼灣道、摩頓臺、告士打道天橋、告士打道、內告士打道、夏愨道、干諾道西、干諾道中、西區海底隧道、西九龍公路、^青沙公路（昂船洲大橋、南灣隧道）、長青公路、青衣西北交匯處、青嶼幹線、北大嶼山公路、機場路、暢航路、機場路、機場南交匯處、暢連路、航天城交匯處、赤鱲角路、順暉路、順匯路、赤鱲角路、東榮路、機場路及暢連路。
機場（地面運輸中心）開經：暢連路、機場南交匯處、暢連路、航天城交匯處、赤鱲角路、順暉路、順匯路、赤鱲角路、順朗路、北大嶼山公路、青嶼幹線、青衣西北交匯處、長青公路、^青沙公路（南灣隧道、昂船洲大橋）、西九龍公路、西區海底隧道、干諾道西、干諾道中、民吉街、統一碼頭道、民吉街、干諾道中、夏愨道、紅棉路支路、金鐘道、軒尼詩道、怡和街、高士威道、興發街、歌頓道、電氣道、渣華道及電照街。
^若青嶼幹線上層封閉或昂船洲大橋限制整體高度超過1.6米的車輛通過，則改經長青隧道、長青橋及青葵公路。

### 沿線車站

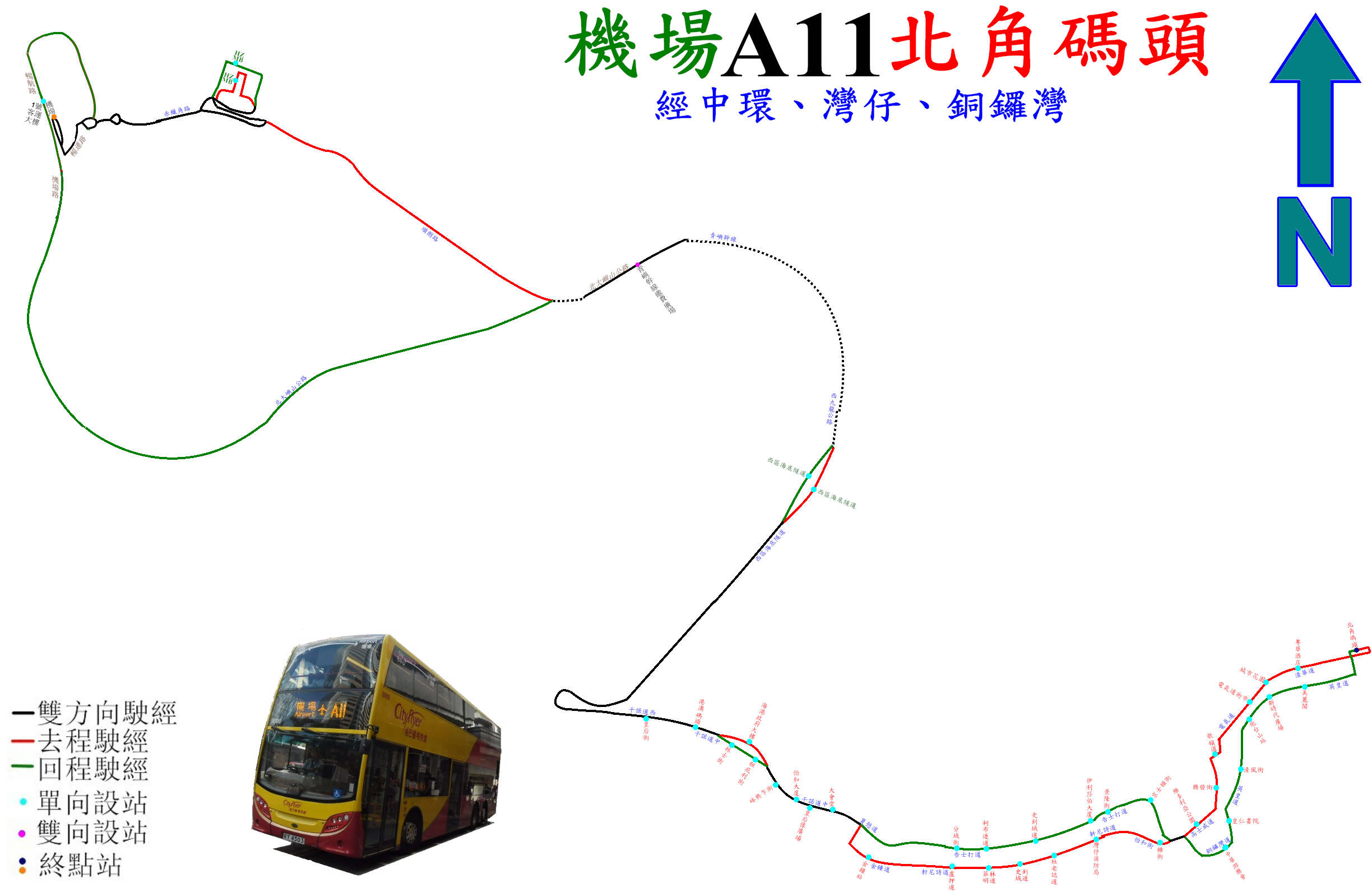
此線的走線圖

(N)A11
| 北角碼頭開 | 北角碼頭開             | 北角碼頭開                       | 機場（地面運輸中心）（A11） 港珠澳大橋香港口岸（NA11）開 | 機場（地面運輸中心）（A11） 港珠澳大橋香港口岸（NA11）開 | 機場（地面運輸中心）（A11） 港珠澳大橋香港口岸（NA11）開 |
| 序號       | 車站名稱               | 位置                             | 序號                                                     | 車站名稱                                                 | 位置                                                     |
| ---------- | ---------------------- | -------------------------------- | -------------------------------------------------------- | -------------------------------------------------------- | -------------------------------------------------------- |
| 1          | 北角碼頭               | 北角碼頭公共運輸交匯處           | 1#                                                       | 機場（地面運輸中心）                                     | 機場（地面運輸中心）巴士總站                             |
| *          | 琴行街                 | 英皇道                           | 2#                                                       | 港珠澳大橋香港口岸                                       | 港珠澳大橋香港口岸公共運輸交匯處                         |
| 2          | 美麗閣                 | 英皇道                           | 3                                                        | 青嶼幹線巴士轉乘站                                       | 北大嶼山公路                                             |
| 3          | 新時代廣場             | 英皇道                           | 4                                                        | 西區海底隧道巴士轉乘站                                   | 西區海底隧道                                             |
| 4          | 炮台山站               | 英皇道                           | 5                                                        | 港澳碼頭                                                 | 干諾道中                                                 |
| 5          | 清風街                 | 英皇道                           | 6                                                        | 海港政府大樓                                             | 統一碼頭道                                               |
| 6          | 皇仁書院               | 銅鑼灣道                         | 7                                                        | 怡和大廈                                                 | 干諾道中                                                 |
| 7          | 中華游樂會             | 銅鑼灣道                         | 8                                                        | 大會堂                                                   | 干諾道中                                                 |
| 8          | 京士頓街               | 告士打道                         | 9                                                        | 金鐘站                                                   | 金鐘道                                                   |
| 9          | 景隆街                 | 告士打道                         | 10                                                       | 盧押道                                                   | 軒尼詩道                                                 |
| 10         | 伊利莎伯大廈           | 告士打道                         | 11                                                       | 菲林明道                                                 | 軒尼詩道                                                 |
| 11         | 史釗域道               | 告士打道                         | 12                                                       | 史釗域道                                                 | 軒尼詩道                                                 |
| 12         | 柯布連道               | 告士打道                         | 13                                                       | 杜老誌道                                                 | 軒尼詩道                                                 |
| 13         | 分域街                 | 告士打道                         | 14                                                       | 灣仔消防局                                               | 軒尼詩道                                                 |
| 14         | 皇后像廣場             | 干諾道中                         | 15                                                       | 糖街                                                     | 怡和街                                                   |
| 15         | 砵典乍街               | 干諾道中                         | 16                                                       | 維多利亞公園                                             | 高士威道                                                 |
| 16         | 租庇利街               | 干諾道中                         | 17                                                       | 興發街                                                   | 興發街                                                   |
| 17         | 林士街                 | 干諾道中                         | 18                                                       | 歌頓道                                                   | 歌頓道                                                   |
| 18         | 皇后街                 | 干諾道西                         | 19                                                       | 電氣道街市                                               | 電氣道                                                   |
| 19         | 西區海底隧道巴士轉乘站 | 西區海底隧道                     | 20                                                       | 城市花園                                                 | 電氣道                                                   |
| 20         | 青嶼幹線巴士轉乘站     | 北大嶼山公路                     | 21                                                       | 粵華酒店                                                 | 渣華道                                                   |
| 21         | 機場（1號客運大樓）    | 暢航路                           | 22                                                       | 北角碼頭                                                 | 北角碼頭公共運輸交匯處                                   |
| 22         | 港珠澳大橋旅檢大樓     | 順暉路                           |                                                          |                                                          |                                                          |
| *          | 港珠澳大橋香港口岸     | 港珠澳大橋香港口岸公共運輸交匯處 |                                                          |                                                          |                                                          |
| 23^        | 機場（地面運輸中心）   | 機場（地面運輸中心）巴士總站     |                                                          |                                                          |                                                          |

有 * 之車站祇限NA11線停靠
有 ^ 之車站祇限NA11線不停靠
有 # 之車站祇限NA11線對調停靠

## 客量
雖然機場快綫及E11和E11A線同樣能來往機場及中環，但A11線收費較鐵路廉宜，且不用如「E線」般繞經東涌及機場後勤區，便可直達購物熱點及酒店林立的中環、灣仔及銅鑼灣，亦能前往炮台山及北角，一直客似雲來。
2019年：立法會文件指出，港珠澳大橋香港口岸落成後，繁忙時間往機場／口岸及市區載客率分別為61%及47%。

## 外部連結
- 城巴A11線官方路線資料 （页面存档备份，存于）
- 城巴A11線路線圖 （页面存档备份，存于）
- 城巴NA11線路線圖 （页面存档备份，存于）
- 681巴士總站 - 城巴機場快線A11線 （页面存档备份，存于）
- 681巴士總站 - 城巴機場快線NA11線 （页面存档备份，存于）